# Marcello Mastroianni
Marcello Mastroianni (Fontana Liri, 28 september 1924 – Parijs, 19 december 1996) was een Italiaanse acteur. Hij was de broer van de auteur Ruggero Mastroianni en dus de oom van diens dochter Federica Mastroianni.
Marcello Mastroianni werd geboren in Fontana Liri, een klein dorpje in de Apennijnen, maar groeide op in Turijn en Rome. Tijdens de Tweede Wereldoorlog zat Mastroianni gevangen in een nazikamp, maar hij wist te ontsnappen en zich schuil te houden in Venetië.
In 1945 begon hij te werken bij een filmbedrijf en nam hij acteerlessen. In 1947 debuteerde hij met de film I Miserabili (naar Victor Hugo's Les Misérables). Al snel werd hij internationaal bekend. Hij was onder andere te zien in I soliti ignoti (1958) en La dolce vita (1960) van Federico Fellini, waarin hij naast Anita Ekberg speelde. Ook was hij te zien in de film 8½.
Mastroianni werd drie keer genomineerd voor een Oscar voor beste acteur, in 1963, 1978 en 1988.
Hij was getrouwd met de Italiaanse actrice Flora Carabella (1948-1999). Samen hadden ze één kind. Mastroianni had ook een dochter (Chiara Mastroianni) bij zijn maîtresse Catherine Deneuve.
Mastroianni overleed op 72-jarige leeftijd aan alvleesklierkanker. Zowel Catherine Deneuve als Chiara Mastroianni alsook zijn laatste vriendin Anna Maria Tatò waren bij het sterfbed van Mastroianni aanwezig.

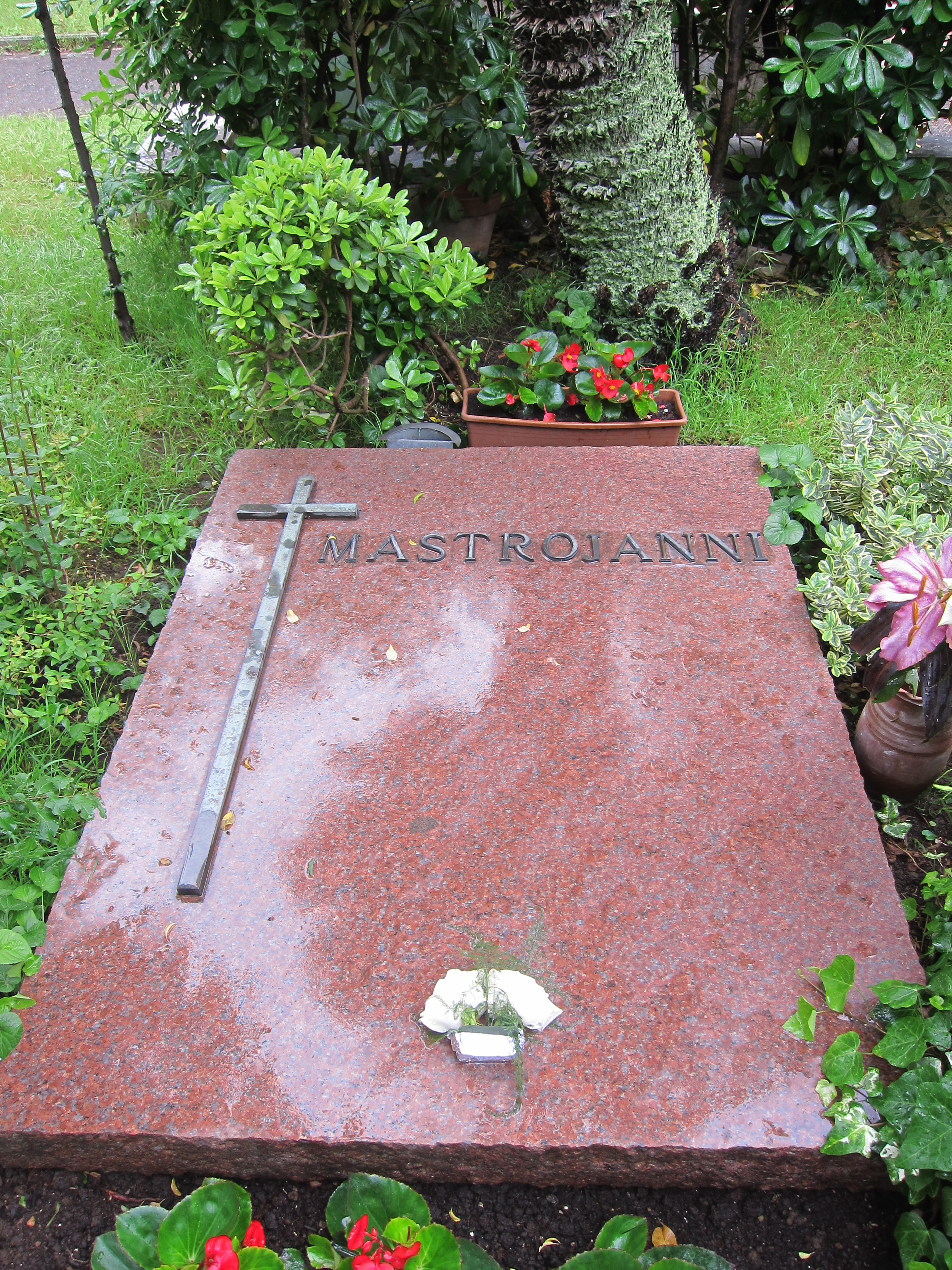
Graf van Marcello Mastroianni

Hij ligt begraven op de Begraafplaats van Verano in Rome. 

## Filmografie (selectie)
- 1997 - Viagem ao Princípio do Mundo (Voyage au début du monde) (Manoel de Oliveira)
- 1996 - Trois Vies et une seule mort (Raoul Ruiz)
- 1995 - A di là delle nuvole (Michelangelo Antonioni en Wim Wenders)
- 1994 - Prêt-à-Porter (Robert Altman)
- 1993 - Un, deux, trois, soleil (Bertrand Blier)
- 1990 - Stanno tutti bene (Giuseppe Tornatore)
- 1989 - Che ora è? (Ettore Scola)
- 1989 - Splendor (Ettore Scola)
- 1987 - Oci ciornie (Nikita Michalkov)
- 1987 - Intervista  (Federico Fellini)
- 1986 - Ginger e Fred (Federico Fellini)
- 1986 - O Melissokomos (The Beekeeper) (Theo Angelopoulos)
- 1985 - Maccheroni (Ettore Scola)
- 1984 - Enrico IV (Marco Bellocchio)
- 1983 - Il generale dell'armata morta (Luciano Tovoli)
- 1983 - Storia di Piera  (Marco Ferreri)
- 1983 - Gabriela (Bruno Barreto)
- 1982 - La Nuit de Varennes (Ettore Scola)
- 1981 - La pelle (Liliana Cavani)
- 1980 - La terrazza (Ettore Scola)
- 1980 - La città delle donne (Federico Fellini)
- 1979 - L'ingorgo, una storia impossibile (Luigi Comencini)
- 1978 - Così come sei (Alberto Lattuada)
- 1977 - Una giornata particolare (Ettore Scola)
- 1977 - Mogliamante (Marco Vicario)
- 1975 - La donna della domenica (Luigi Comencini)
- 1975 - Per le antiche scale (Mauro Bolognini)
- 1974 - Touche pas à la femme blanche! (Marco Ferreri)
- 1974 - Allonsanfàn (Paolo en Vittorio Taviani)
- 1973 - L'Événement le plus important depuis que l'homme a marché sur la Lune (Jacques Demy)
- 1973 - Salut l'artiste (Yves Robert)
- 1973 - La Grande Bouffe (Marco Ferreri)
- 1972 - What? (Roman Polanski)
- 1972 - Roma (Federico Fellini)
- 1971 - Ça n'arrive qu'aux autres (Nadine Trintignant)
- 1971 - Scipione detto anche l'africano (Luigi Magni)
- 1970 - I girasoli (Vittorio De Sica)
- 1970 - Dramma della gelosia (Ettore Scola)
- 1970 - Leo the Last (John Boorman)
- 1970 - La moglie del prete (Dino Risi)
- 1968 - Amanti (Vittorio De Sica)
- 1967 - Lo straniero (Luchino Visconti)
- 1964 - Matrimonio all'italiana (Vittorio De Sica)
- 1963 - I compagni (Mario Monicelli)
- 1963 - Ieri, oggi, domani (Vittorio De Sica)
- 1963 - 8½ (Federico Fellini)
- 1962 - Cronaca familiare (Valerio Zurlini)
- 1962 - Vie privée (Louis Malle)
- 1961 - Divorzio all'italiana  (Pietro Germi)
- 1961 - Fantasmi a Roma (Antonio Pietrangeli)
- 1961 - La notte (Michelangelo Antonioni)
- 1960 - Adua e le compagne (Antonio Pietrangeli)
- 1960 - Il bell'Antonio (Mauro Bolognini)
- 1960 - La dolce vita (Federico Fellini)
- 1959 - La legge (Jules Dassin)
- 1958 - I soliti ignoti (Mario Monicelli)
- 1957 - Padri e figli (Mario Monicelli)
- 1957 - Le notti bianche (Luchino Visconti)
- 1956 - La fortuna di essere donna (Alessandro Blasetti)
- 1955 - La bella mugnaia (Mario Camerini)
- 1954 - Giorni d'amore (Giuseppe De Santis)
- 1954 - Cronache di poveri amanti (Carlo Lizzani)
- 1952 - Le ragazze di piazza di Spagna (Luciano Emmer)
- 1951 - Paris est toujours Paris (Luciano Emmer)
- 1950 - Domenica d'agosto (Luciano Emmer)
- 1944 - I bambini ci guardano (Vittorio De Sica)

- Bibsys: 90912671
- Biblioteca Nacional de Chile: 000393745
- Biblioteca Nacional de España: XX1156530
- Bibliothèque nationale de France: cb12556886j (data)
- Catàleg d'autoritats de noms i títols de Catalunya: 981058510766206706
- CiNii: DA07354409
- Gemeinsame Normdatei: 118731653
- International Standard Name Identifier: 0000 0001 2321 590X
- Library of Congress Control Number: n83049418
- Nationale Bibliotheek van Letland: 000244978
- MusicBrainz: 654c0356-1c74-4757-b5f3-fc960b2c289d
- Bibliotheek van het Japanse parlement: 00692192
- Nationale Bibliotheek van Tsjechië: jn20000701181
- Nationale bibliotheek van Australië: 41025658
- Nationale Bibliotheek van Israël: 987007460085505171
- Nationale Bibliotheek van Polen: a0000001177843
- Nederlandse Thesaurus van Auteursnamen: 07476876X
- Istituto Centrale per il Catalogo Unico: RAVV088390
- SNAC: w6xs6qzn
- Système universitaire de documentation: 034860967
- Trove: 1450957
- Virtual International Authority File: 113117366
- WorldCat: E39PBJxx9dfV78bHFqj3h9VKVC